# Paranormasight: The Seven Mysteries of Honjo
Paranormasight: The Seven Mysteries of Honjo es un videojuego de novela visual de 2023 desarrollado por Xeen y publicado por Square Enix.
Shogo Okiie es un trabajador de oficina común que, junto con su amiga Yoko Fukunaga, visita el Parque Kinshibori a medianoche. Allí investigan una famosa historia local de fantasmas llamada "Los Siete Misterios de Honjo". Shogo no cree en lo que Yoko dice sobre la conexión de estos misterios con el Ritual de Resurrección y no le da mucha importancia al asunto. Sin embargo, cuando comienzan a suceder eventos extraños ante sus propios ojos, empieza a tomar la situación en serio.

## Personajes
Harue Shigima: Es una ama de casa que vive en una mansión cerca del Puente Shumoku. Tras el secuestro y asesinato de su hijo de 11 años, Shuuichi Shigima, y al descubrir que el asesino sigue libre, busca la ayuda de un detective privado para encontrar al culpable.
Mio Kurosuzu: Es una estudiante que acaba de transferirse a la Escuela Secundaria Komagata. Tiene dificultades para hacer amistades.
Yakko Sakazaki: Es una estudiante en la clase 2C de la Escuela Secundaria Komagata y compañera de clase de Mio Kurosuzu. Está investigando el suicidio de su amiga de la infancia y compañera de clase, Michiyo Shiraishi.
Yoko Fukunaga: Después de graduarse, trabajó en un trabajo de oficina en una empresa comercial, pero tuvo un desacuerdo con su supervisor, quien era escéptico de lo sobrenatural, y dejó el trabajo dentro de un año. Ahora trabaja como ama de llaves y pasa sus días leyendo revistas de misterio y visitando lugares embrujados. Ha jurado no cambiar por los demás y no se arrepiente del camino que ha tomado.
Shogo Okiie: Es un joven ordinario que está en su tercer año trabajando en las oficinas de Hihaku Soaps.
Tetsuo Tsutsumi: Es un detective veterano en la Policía Metropolitana de Tokio.
Jun Erio: Es un joven detective de policía (con el rango de sargento) en la Primera División de Investigación del Departamento de Policía Metropolitana de Tokio. Conoció a Shogo Okiie en el Parque Midoricho. Mientras investigaba la misteriosa muerte de su colega, Hajime Yoshimi, en los Antiguos Jardines Yasuda con Tetsuo Tsutsumi, se encontró con un eco de maldición y, al aceptar la realidad de lo sobrenatural, prometió ayudar a su compañero a resolver el caso.
Richter Kai: Es un ex oficial de policía que ahora trabaja como detective privado en la ciudad de Ota, Tokio.